# Siehe, der Hüter Israel
Siehe, der Hüter Israel (BWV Anhang 15) ist eine verschollene Kantate von Johann Sebastian Bach, die er in Leipzig komponierte und wahrscheinlich 1724 anlässlich eines ungewissen Ereignisses aufführte. Der Librettist ist unbekannt und die Musik verschollen (die Besetzung jedoch bekannt). Bekannt ist, dass der erste Satz aus dem Buch der Psalmen (Psalmen 121, 4 ) stammt. Die Echtheit des Werkes ist nicht sicher nachgewiesen.